# غواصة يو بي-19
يو بي-19 غواصة ألمانية من فئة يو بي2 خدمت في البحرية الإمبراطورية الألمانية خلال الحرب العالمية الأولى. تم طلبها في 30 أبريل 1915 وتم إطلاقها في 2 سبتمبر 1915. تم تكليفها في البحرية الإمبراطورية الألمانية في 16 ديسمبر 1915. أغرقت الغواصة 14 سفينة في 15 دورية.